# Tricentrus fairmairei
Tricentrus fairmairei är en insektsart som beskrevs av Carl Stål. Tricentrus fairmairei ingår i släktet Tricentrus och familjen hornstritar. Inga underarter finns listade i Catalogue of Life.